# Claudio Tamburrini
Claudio Marcelo Tamburrini (Ciudadela, 18 novembre 1954) è un ex calciatore argentino, di ruolo portiere. Le vicende della sua vita sono narrate nel film Cronaca di una fuga - Buenos Aires 1977.

## Biografia

### Calcio
Nato a Ciudadella, nella parte meridionale del Partido di Tres de Febrero, frequentò le scuole prima a Liniers, poi a Buenos Aires, diplomandosi al "Colegio Tomás Espora". Si iscrisse poi alla facoltà di filosofia, presso l'Università di Buenos Aires.
Iniziò a giocare a calcio come portiere nel Ciudadela Norte, squadra della propria città natale; in seguito passò nelle giovanili del Vélez Sarsfield. Nel 1975 venne ingaggiato dall'Almagro: con il club bairense disputò due stagioni in Primera B, sfiorando la promozione in Primera División B nel 1976.

### Il sequestro
Il 23 novembre 1977, in seguito alla delazione di un suo conoscente, venne sequestrato dagli squadroni della morte di estrema destra fedeli al regime di Videla, e trasferito al centro di detenzione clandestina Mansión Seré (gestito dalla Fuerza Aérea Argentina, situato a Castelar). In quello che era a tutti gli effetti un lager, venne torturato e seviziato di continuo.
Dopo quattro mesi di detenzione, nel marzo del 1978 Tamburrini decise di provare la fuga: insieme con altri tre detenuti, si lanciò da una finestra, durante un forte temporale; i quattro erano completamente nudi. La fuga andò a buon fine: successivamente trovò riparo in Brasile, e infine si trasferì in Svezia. Nel paese scandinavo si è poi laureato, completando gli studi in filosofia.
Nel 2002 ha pubblicato un libro autobiografico dal titolo: "Pase libre. La fuga de la Mansión Seré", dal nome dell'ex casinò trasformato dal regime del generale Videla in un centro di detenzione e tortura.

## Il film
Il regista Israel Adrián Caetano ha narrato la storia di Tamburrini nel film Cronaca di una fuga - Buenos Aires 1977, presentato al Festival di Cannes 2006.